# Thesea grandiflora
Thesea grandiflora är en korallart som beskrevs av Elisabeth Deichmann 1936. Thesea grandiflora ingår i släktet Thesea och familjen Plexauridae. Inga underarter finns listade i Catalogue of Life.